# BR-475
De BR-475 is een federale weg in de deelstaat Santa Catarina in het zuiden van Brazilië. De weg is een verbindingsweg tussen Tubarão en Lages.
De weg heeft een lengte van 132,4 kilometer.

## Aansluitende wegen
Nog niet aangelegd vanaf BR-101
- SC-370 en SC-435 bij Gravatal
- SC-108 bij Braço do Norte

Onderbroken
- SC-110 bij Urubici
- SC-112 bij Rio Rufino
- BR-282 en SC-114 bij Lages

## Plaatsen
Langs de route liggen de volgende plaatsen:
- Gravatal
- Braço do Norte
- Grão Pará

Onderbroken
- Urubici
- Rio Rufino
- Lages